# Circolare 2800
La Circolare 2800 integra la Circolare 200 a proposito delle postazioni ad azione frontale e a tiro rovescio.

## Estremi della circolare
| Autorità emittente        | Ministero della Guerra Comando del Corpo di Stato Maggiore - Ufficio Operazioni |
| Luogo di emissione e data | Roma                                                                            |
| Protocollo                | N° 2800 di prot. Riservato                                                      |
| Allegati                  | Una tavola allegata                                                             |
| Oggetto                   | Organizzazione dei tiri dei centri tipo                                         |
| Firma                     | Il Capo di Stato Maggiore dell'Esercito A. Bonzani                              |

## Sintesi del documento
La Circolare 2800 è costituita da un foglio corredato da una tavola fuori testo.

### Circolare 2800 - Organizzazione dei tiri dei centri tipo
Per superare le limitazioni imposte dalla circolare 200 sui tiri di fianco e davanti quando non esistono le condizioni favorevoli di terreno atte a garantire le feritoie dai tiri d'imbocco avversari, furono studiate e concretate casematte metalliche e postazioni per mitragliatrice con minimo spessore frontale che, se pur di notevole maggior costo, presentano feritoie così piccole da ridurre grandemente il pericolo d'imbocco e da permettere, quando necessario, il tiro completamente frontale.

In conseguenza il disegno della tavola 1 dell'allegato 1 alla circolare 200, che dà schematicamente la "compenetrazione reciproca dei fuochi dei centri di resistenza" con casematte in caverna o in calcestruzzo, potrà, ove occorra, essere modificato come dalla tavola allegata al presente foglio, nel caso di casematte metalliche o postazioni di minimo spessore frontale.
Affinché i tiri di rovescio non vengano a nuocere alle armi sistemate nella parte posteriore della posizione di resistenza secondo le prescrizioni della circolare 200, è necessario contenere entro limiti precisi i tiri di rovescio dei centri, riducendo se del caso l'ampiezza del settore delle casematte.